# Gò Công (tỉnh)
Gò Công là một tỉnh cũ của Việt Nam Cộng hòa.

## Địa lý
Tỉnh Gò Công có vị trí địa lý:
- Phía đông giáp Biển Đông
- Phía tây giáp thành phố Mỹ Tho và tỉnh Định Tường
- Phía nam giáp tỉnh Kiến Hòa
- Phía bắc giáp tỉnh Gia Định và tỉnh Long An.

## Lịch sử
Tỉnh Gò Công được thành lập vào ngày 1 tháng 1 năm 1900, tồn tại vào thời Pháp thuộc và bị chính quyền Việt Nam Cộng hòa giải thể vào cuối năm 1956. Tuy nhiên, sau đó tỉnh Gò Công lại được chính quyền Việt Nam Cộng hòa tái lập vào năm 1963, tiếp tục tồn tại và bị mất tên gọi đơn vị hành chính cấp tỉnh từ tháng 2 năm 1976 cho đến nay.

### Vương triều Khmer (Chân Lạp)
Gò Công vốn là một phủ của Chân Lạp, có tên là Lôi Lạp (chữ Hán: Lôi Lạt 雷巤). Năm 1757, quân Chúa Nguyễn chiếm được phủ này.

### Thời Nhà Nguyễn độc lập
Dưới thời Nhà Nguyễn độc lập, vào năm 1820, toàn bộ vùng đất Gò Công ngày nay ban đầu thuộc tổng Hòa Bình, huyện Kiến Hòa, trấn Định Tường. Sau này, lại tách vùng đất này ra khỏi trấn Định Tường để thành lập huyện Tân Hòa thuộc phủ Hòa Thạnh (lập năm 1841), tỉnh Gia Định. Huyện Tân Hòa khi đó bao gồm 2 tổng trực thuộc: Hòa Đồng và Hòa Lạc.
- Tổng Hòa Đồng có 15 thôn: Bình Công, Bình Hưng, Bình Long, Bình Long Tây, Bình Phú Đông, Bình Phú Tây, Bình Phục Nhì, Dương Phước, Đồng Sơn, Long Chánh, Tân Cang, Tân Nhựt, Vĩnh Hựu, Vĩnh Lợi, Vĩnh Thạnh.
- Tổng Hòa Lạc có 15 thôn: An Long Đông, An Long Tây, Bình Ân, Bình Nghị, Bình Thạnh Đông, Bình Thạnh Tây, Bình Xuân, Tân Niên Đông, Tân Niên Tây, Tân Niên Trung, Tân Phước, Tăng Hòa, Tân Duân Đông, Thuận Ngãi, Thuận Tắc và phường Toàn Phước.

Năm 1841, dưới triều vua Thiệu Trị, địa bàn huyện Tân Hòa lại được chia thành 4 tổng mới: Hòa Đồng Thượng, Hòa Đồng Hạ, Hòa Lạc Thượng và Hòa Lạc Hạ.
Năm 1851, phủ Hòa Thạnh bị giải thể và nhập vào phủ Tân An. Huyện Tân Hòa khi đó thuộc phủ Tân An, tỉnh Gia Định.

### Giai đoạn 1862–1900

Bản đồ hạt Gò Công năm 1881

Với Hòa ước Nhâm Tuất (1862), triều đình Huế nhượng hẳn 3 tỉnh miền Đông Nam Kỳ (Gia Định, Biên Hòa và Định Tường) cho thực dân Pháp làm thuộc địa. Ban đầu, Pháp vẫn giữ nguyên cách phân ranh hành chính của tỉnh Gia Định như cũ, chỉ thay đổi quan lại bằng người Pháp để thi hành chính sách trực trị và đàn áp. Năm 1862, huyện Tân Hòa có lỵ sở đặt tại Gò Công, bao gồm 4 tổng trực thuộc: Hòa Đồng Thượng (7 thôn), Hòa Đồng Hạ (10 thôn), Hòa Lạc Thượng (8 thôn), Hòa Lạc Hạ (8 thôn).
Ngày 9 tháng 11 năm 1864, thực dân Pháp lại thành lập hạt Thanh tra Tân Hòa trên địa bàn huyện Tân Hòa thuộc phủ Tân An, tỉnh Gia Định cũ. Trụ sở hạt Thanh tra Tân Hòa đặt tại Gò Công. Lúc đầu, hạt Thanh tra tạm gọi tên theo tên các phủ huyện cũ, sau mới đổi tên gọi theo địa điểm đóng trụ sở.
Ngày 16 tháng 2 năm 1867, toàn bộ cù lao Lợi Quan vốn trước đó thuộc tổng Hòa Quới, hạt Thanh tra Kiến Hòa (sau đổi tên thành hạt Thanh tra Chợ Gạo) được giao về cho tổng Hòa Đồng Hạ thuộc hạt Thanh tra Tân Hòa quản lý. Cù lao Lợi Quan trước đó gồm 4 thôn: Tân Phong, Từ Linh (tên cũ là thôn Miễu Ông), Hòa Thới và Phú Thạnh Đông. Cũng nhân sự kiện này, ba thôn Tân Phong, Từ Linh và Hòa Thới được nhập lại thành một thôn mới lấy tên là thôn Tân Thới. Từ đó, địa phận cù lao Lợi Quan chỉ còn hai thôn (sau này là làng) là Tân Thới và Phú Thạnh Đông.
Năm 1867, chính quyền thực dân Pháp chia 3 tỉnh cũ thời Nhà Nguyễn độc lập là Gia Định, Biên Hòa và Định Tường thành 13 hạt thanh tra (inspection) do các viên chức Pháp ngạch thanh tra các công việc bản xứ (inspecteur des affaires indigeânes) đứng đầu, nhưng tạm thời vẫn giữ cơ cấu phủ huyện cũ.
Ngày 16 tháng 8 năm 1867, hạt Thanh tra Gò Công được thành lập do đổi tên từ hạt Thanh tra Tân Hòa trước đó, là một trong 24 hạt Thanh tra toàn xứ Nam Kỳ thuộc Pháp lúc bấy giờ, gồm có 4 tổng, 39 thôn: tổng Hòa Đồng Hạ (11 thôn); tổng Hòa Đồng Thượng (7 thôn); tổng Hòa Lạc Hạ (12 thôn); tổng Hòa Lạc Thượng (9 thôn). Hạt Thanh tra Gò Công lúc bấy giờ thuộc tỉnh Sài Gòn.
Ngày 5 tháng 1 năm 1876, các thôn được gọi là làng, đồng thời Gò Công trở thành một hạt tham biện (arrondissement) thuộc khu vực (circonscription) Mỹ Tho do thực dân Pháp đặt ra.
Năm 1882, hạt tham biện (còn gọi là Tiểu khu hành chính, trị sở được dân gian quen gọi là tòa Bố) Gò Công gồm 4 tổng: Hòa Đồng Thượng, Hòa Đồng Hạ, Hòa Lạc Thượng, Hòa Lạc Hạ.
- Tổng Hòa Đồng Thượng có 8 làng: Trường Xuân, Đông Sơn, Bình Lạc, Bình Phú Đông, Bình Phú Tây, Thạnh Nhứt, Bình Phước, Bình Phục Nhì.
- Tổng Hòa Đồng Hạ có 17 làng: Vĩnh Hựu, Vĩnh Thanh, Vĩnh Lợi, Long Hựu, Long Thanh, Tân Long, Bình Luông Đông, Bình Luông Tây, Bình Luông Trung, Yên Luông Đông, Yên Luông Tây, Tân Cương, Long Chánh, Bình Công, Bình Hòa, Tân Thới, Phú Thạnh Đông.
- Tổng Hòa Lạc Thượng có 12 làng: Phú Xuân, Bình Xuân, Mỹ Lợi, Tân Xuân, Mỹ Xuân, Bình Thạnh Đông, Bình Thạnh, Tân Niên Đông, Tân Niên Tây, Tân Niên Trung, Tân Phước, Gia Thuận.
- Tổng Hòa Lạc Hạ có 13 làng: Thuận Tắc, Thuận Ngãi, Hòa Nghị, Tân Duân Đông, Tân Duân Trung, Dương Phước, Dương Hòa, Tăng Hòa, Tân Thành, Bình An, Bình Điền, An Điền, Kiểng Phước.

Như vậy, toàn bộ địa bàn hạt Gò Công lúc bấy giờ chính là huyện Tân Hòa thuộc phủ Tân An, tỉnh Gia Định dưới thời Nhà Nguyễn độc lập. Trước đây, địa danh "Gò Công" chỉ là tên gọi nơi đặt lỵ sở huyện Tân Hòa.

### Giai đoạn 1900–1954

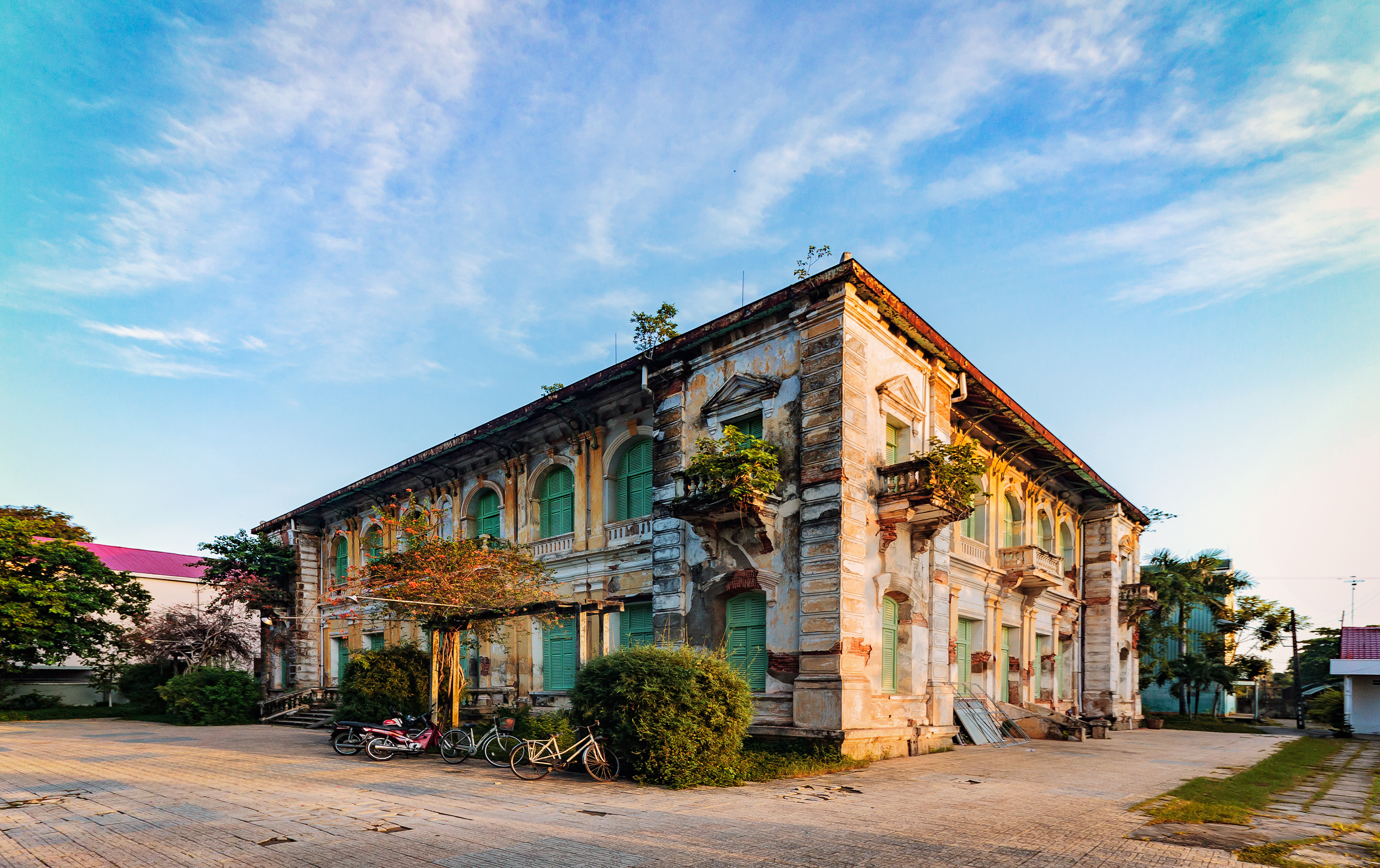
Di tích dinh Tham biện thời Pháp thuộc, sau đó là dinh Tỉnh trưởng ở thị xã Gò Công

Ngày 20 tháng 12 năm 1899, Toàn quyền Đông Dương ban hành Nghị định về việc đổi tất cả các hạt tham biện thành tỉnh thì từ ngày 1 tháng 1 năm 1900, hạt tham biện Gò Công trở thành tỉnh Gò Công, với số tổng và số làng không đổi. Tỉnh lỵ Gò Công đặt tại làng Thành Phố, vốn là hai làng Thuận Tắc và Thuận Ngãi nhập lại.
Năm 1910, tỉnh Gò Công có 4 tổng và 38 làng.
- Tổng Hòa Đồng Thuông có 5 làng: Bình Phú Đông, Bình Phú Tây, Bình Phục Nhì, Đồng Sơn, Thạnh Nhựt.
- Tổng Hòa Đồng Hạ có 16 làng: An Long Đông, An Long Tây, Bình Công, Bình Long Đông, Bình Long Tây, Bình Long Trung, Long Chánh, Long Hựu, Long Thạnh, Phú Thạnh Đông, Tân Cang, Tân Thới, Vĩnh Hựu, Vĩnh Lợi, Vĩnh Thạnh, Vĩnh Trị.
- Tổng Hòa Lạc Thượng có 7 làng: Bình Thạnh, Bình Thạnh Đông, Bình Xuân, Tân Niên Đông, Tân Niên Tây, Tân Niên Trung, Tân Phước.
- Tổng Hòa Lạc Hạ có 10 làng: Bình Ân, Tân Bình Điền, Dương Phước, Hòa Nghị, Kiểng Phước, Tân Duân Đông, Tân Duân Trung, Tân Hòa, Tân Thành, Tân Phố.

Ngày 9 tháng 2 năm 1913 đến ngày 9 tháng 2 năm 1924, Gò Công trở thành quận thuộc tỉnh Mỹ Tho. Sau đó lại tái lập tỉnh Gò Công với 5 tổng, thêm tổng Hòa Đồng Trung, số làng cũng thay đổi.
Sau khi chính quyền địch do tên Tỉnh trưởng Trần Hưng Ký bị cách mạng lật đổ trong Cách mạng tháng Tám tháng 8 năm 1945, Ủy ban Kháng chiến Hành chánh Nam Bộ bỏ cấp tổng, còn làng thì thống nhất gọi là xã. Chính quyền Việt Nam Cộng hòa đến năm 1956 cũng thống nhất dùng danh xưng là xã
Năm 1946, Gò Công là một trong 21 tỉnh của Nam Bộ.
Năm 1951, Ủy ban Kháng chiến Hành chánh Nam bộ ban hành Quyết định về việc sáp nhập 3 tỉnh: Mỹ Tho, Tân An, Gò Công thành một tỉnh có tên là tỉnh Mỹ Tho.
Sau năm 1954, lại trả về 3 tỉnh như cũ, trong đó có tỉnh Gò Công.

### Giai đoạn 1954–1976

#### Việt Nam Cộng hòa
| Dân số tỉnh Gò Công năm 1967 | Dân số tỉnh Gò Công năm 1967 |
| Quận                         | Dân số (người)               |
| ---------------------------- | ---------------------------- |
| Hòa Bình                     | 23.286                       |
| Hòa Đồng                     | 40.485                       |
| Hòa Lạc                      | 56.176                       |
| Hòa Tân                      | 47.817                       |
| Tổng số                      | 167.764                      |

Ban đầu, chính quyền Quốc gia Việt Nam và sau đó là Việt Nam Cộng hòa vẫn duy trì tên gọi tỉnh Gò Công như thời Pháp thuộc.
Ngày 2 tháng 4 năm 1955, chính quyền Việt Nam Cộng hòa cho lập 2 quận ở tỉnh Gò Công:
- Quận Châu Thành có 2 tổng: tổng Hòa Lạc Thượng 7 làng, tổng Hòa Lạc Hạ 10 làng. Quận lỵ: làng Thành Phố.
- Quận Hòa Đồng có 3 tổng: tổng Hòa Đồng Hạ 8 làng, tổng Hòa Đồng Trung 9 làng, tổng Hòa Đồng Thượng 9 làng. Quận lỵ: làng Đồng Sơn.

Đầu năm 1956, tỉnh Gò Công có diện tích là 584 km², dân số là 135.330 người. Riêng ở tỉnh lỵ Gò Công (tức địa bàn làng Thành phố), dân số là 7.570 người.

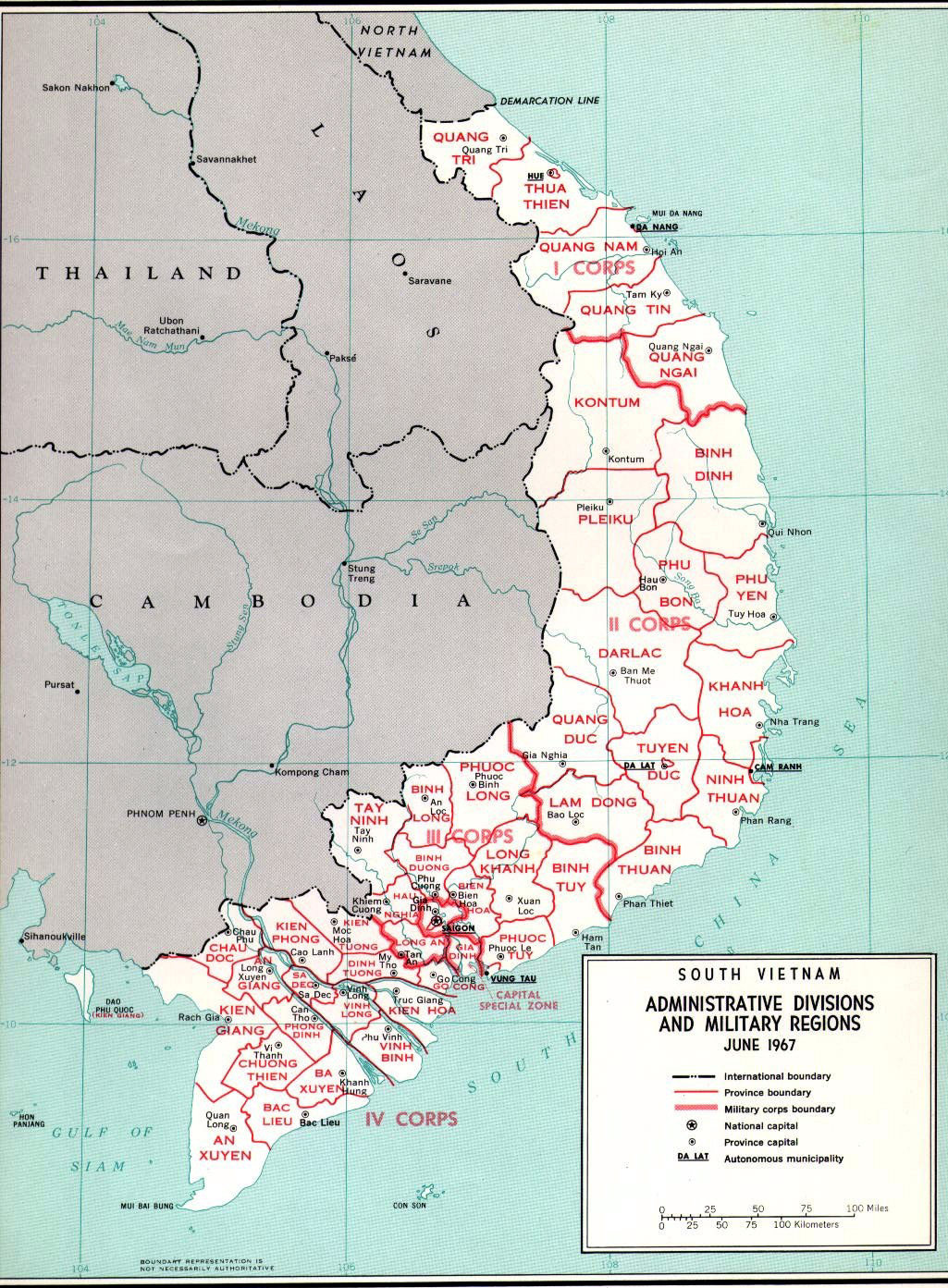
Bản đồ hành chính Việt Nam Cộng hòa năm 1967

Ngày 22 tháng 10 năm 1956, Tổng thống Việt Nam Cộng hòa Ngô Đình Diệm ban hành Sắc lệnh số 143-NV về việc sáp nhập tỉnh Gò Công vào tỉnh Định Tường mới thành lập trên phần đất tỉnh Mỹ Tho trước đó. Khi đó quận Châu Thành đổi tên thành quận Gò Công thuộc tỉnh Định Tường. Cũng sau năm 1956, các làng gọi là xã; làng Thành Phố đổi tên thành xã Long Thuận và là nơi đặt quận lỵ của quận Gò Công.
Ngày 26 tháng 12 năm 1957, xóa bỏ cù lao Tàu trong địa hạt xã Tân Thới, tổng Hòa Đồng Hạ, quận Gò Công, tỉnh Định Tường và đặt cù lao này vào địa hạt xã Long Phụng, tổng Hòa Quới, quận Bình Đại, tỉnh Kiến Hòa (trước đó là tỉnh Bến Tre).
Ngày 20 tháng 12 năm 1963, chính quyền Việt Nam Cộng hòa ban hành Sắc lệnh số 36-TTP về việc tái lập tỉnh Gò Công, tách từ tỉnh Định Tường. Tỉnh lỵ có tên là "Gò Công", về mặt hành chánh thuộc xã Long Thuận, quận Châu Thành (quận Gò Công cũ).
Năm 1965, tỉnh lỵ Gò Công thuộc xã Long Thuận, quận Hòa Lạc.
Gò Công là một tỉnh nhỏ, phía bắc với giáp hai tỉnh Long An và Gia Định, phía đông là Biển Đông, phía nam giáp tỉnh Kiến Hòa, phía tây giáp tỉnh Định Tường. Ranh giới phía nam của Gò Công là sông Cửa Đại, ranh giới phía bắc là sông Vàm Cỏ Tây, còn ranh giới phía đông bắc là sông Nhà Bè đổ ra cửa Soài Rạp.
Khi mới tái lập, tỉnh Gò Công gồm 2 quận: Châu Thành (đổi tên từ quận Gò Công) và Hòa Đồng với 4 tổng, 31 xã.
Ngày 31 tháng 12 năm 1963, dời quận lỵ quận Hòa Đồng từ xã Đồng Sơn đến xã Vĩnh Bình.
Ngày 6 tháng 4 năm 1965, chính quyền Việt Nam Cộng hòa sắp xếp hành chính, chia lại tỉnh Gò Công thành các quận như sau:
- Chia quận Châu Thành thành 2 quận: Hòa Tân và Hòa Lạc
  - Quận Hòa Tân: quận lỵ tại xã Tân Niên Tây với 9 xã
  - Quận Hòa Lạc: quận lỵ tại xã Tăng Hòa với 9 xã
- Chia quận Hòa Đồng thành 2 quận: Hòa Đồng và Hòa Bình 
  - Quận Hòa Đồng: quận lỵ tại xã Vĩnh Bình với 8 xã
  - Quận Hòa Bình: quận lỵ tại xã Bình Luông Đông với 5 xã.

Năm 1970, tỉnh Gò Công có diện tích 570 km², dân số là 191.291 người. Riêng ở tỉnh lỵ Gò Công (tức địa bàn xã Long Thuận), dân số là 36.248 người. Tỉnh có 4 quận và 32 làng.
- Quận Hòa Bình có 5 xã: Bình Long, Bình Long Đông, Long Hựu, Phú Thạnh Đông, Tân Thới.
- Quận Hòa Đồng có 8 xã: Bình Phú Đông, Bình Phục Nhì, Đồng Sơn, Thạnh Nhựt, Thạnh Trị, Vĩnh Bình, Vĩnh Hựu, Vĩnh Viễn.
- Quận Hòa Lạc có 9 xã: An Hòa, Bình Tân, Bình Ân, Long Thuận, Phước Trung, Tăng Hòa, Tân Bình Điền, Tân Thành, Yên Luông.
- Quận Hòa Tân có 10 xã: Bình Thạnh Đông, Bình Xuân, Gia Thuận, Kiểng Phước, Tân Niên Đông, Tân Niên Tây, Tân Niên Trung, Tân Phước, Thành Công, Vàm Láng.

Như vậy tỉnh Gò Công cho đến năm 1975 có 4 quận: Hòa Tân, Hòa Lạc, Hòa Đồng, Hòa Bình.

#### Chính quyền Cách mạng
Về phía chính quyền Cách mạng, giai đoạn 1955–1956 sắp xếp tỉnh Gò Công bao gồm thị xã Gò Công và 2 huyện: Châu Thành, Hòa Đồng.
Năm 1957, chính quyền Mặt trận dân tộc giải phóng miền Nam Việt Nam (sau này là Chính phủ Cách mạng lâm thời Cộng hòa Miền Nam Việt Nam) và Việt Nam Dân chủ Cộng hòa nhập tỉnh Gò Công và tỉnh Mỹ Tho làm một đơn vị và gọi là tỉnh Mỹ Tho, đồng thời chuyển thành huyện Gò Công trực thuộc tỉnh Mỹ Tho. Trong giai đoạn 1964–1968, địa bàn tỉnh Gò Công của chính quyền Việt Nam Cộng hòa vẫn do huyện Gò Công thuộc tỉnh Mỹ Tho của chính quyền Cách mạng quản lý.
Tháng 8 năm 1968, huyện Gò Công lại được chính quyền Mặt trận dân tộc giải phóng miền Nam Việt Nam tách khỏi tỉnh Mỹ Tho để lập lại tỉnh Gò Công. Giai đoạn 1968–1976, tỉnh Gò Công của chính quyền Cách mạng bao gồm thị xã Gò Công và 2 huyện: Đông, Tây.
Sau ngày 30 tháng 4 năm 1975, chính quyền quân quản Cộng hòa miền Nam Việt Nam lúc bấy giờ vẫn duy trì tỉnh Gò Công cho đến đầu năm 1976. Lúc này, chính quyền Cách mạng cũng bỏ danh xưng "quận" có từ thời Pháp thuộc và lấy danh xưng "huyện" (quận và phường dành cho các đơn vị hành chánh tương đương khi đã đô thị hóa).
Ngày 20 tháng 9 năm 1975, Bộ Chính trị ban hành Nghị quyết số 245-NQ/TW về việc hợp nhất tỉnh Long An, tỉnh Bến Tre, tỉnh Mỹ Tho, tỉnh Gò Công và thành phố Mỹ Tho sẽ hợp nhất lại thành một tỉnh, tên gọi tỉnh mới cùng với nơi đặt tỉnh lỵ sẽ do địa phương đề nghị lên.
Ngày 20 tháng 12 năm 1975, Bộ Chính trị ban hành Nghị quyết số 19/NQ về việc hợp nhất tỉnh Mỹ Tho, tỉnh Gò Công và thành phố Mỹ Tho thành một tỉnh, tên gọi tỉnh mới cùng với nơi đặt tỉnh lỵ sẽ do địa phương đề nghị lên.
Ngày 24 tháng 2 năm 1976, Chính phủ Cách mạng lâm thời Cộng hòa miền Nam Việt Nam ban hành Nghị định số 3/NQ/1976 về việc hợp nhất tỉnh Gò Công, tỉnh Mỹ Tho và thành phố Mỹ Tho thành một tỉnh mới, lấy tên là tỉnh Tiền Giang.
Địa bàn tỉnh Gò Công lúc bấy giờ được chuyển thành huyện Gò Công và thị xã Gò Công cùng thuộc tỉnh Tiền Giang.
Sau nhiều lần thay đổi hành chính, địa bàn tỉnh Gò Công cũ hiện nay tương ứng với thành phố Gò Công và các huyện Gò Công Đông, Gò Công Tây, Tân Phú Đông thuộc tỉnh Tiền Giang.
Hiện nay, địa danh "Gò Công" chỉ còn được dùng để chỉ thành phố Gò Công, đơn vị hành chính cấp huyện trực thuộc tỉnh Tiền Giang.